# Juliane Kinkel
Juliane Kinkel (* 17. April 1892 in Sossenheim; † 17. August 1986 ebenda) war eine deutsche Widerstandskämpferin und Mitglied der Katholischen-Arbeitnehmer-Bewegung (KAB) Katholische Christin im Widerstand.

## Leben und Wirken
Juliane Kinkel wurde als Tochter des Sossenheimer Gemeindesekretärs Konrad Kinkel und Enkelin des Sossenheimer Bürgermeisters Jakob Kinkel geboren. Nach Besuch der Sossenheimer Volksschule wechselte sie in die Katholische Privatschule Oberlyzeum Ursulinenschule im Frankfurter Nordend. Sie absolvierte 1912 die Lehrerprüfung und war von 1914 bis 1932 als Lehrerin an verschiedenen Mittelschulen tätig, bis sie 1932 aus gesundheitlichen Gründen pensioniert wurde. Wegen einer offenen Lungentuberkulose erfolgten medizinische Behandlungen auch in der Schweiz und in Österreich. In Frankreich absolvierte sie im Jahr 1937 einen Französischkurs an der Université de Besançon mit Ausbildungszertifikat.
Kinkel war wie ihr Vater engagiertes Mitglied im Katholischen Arbeiterverein von 1897, dem Vorläufer der Katholischen Arbeitnehmerbewegung KAB-Sossenheim. Nach der Machtergreifung durch die Nationalsozialisten wurde ihre generelle Kritik am NS-Regime geprägt durch die Auflösung der katholischen Zentrumspartei im Jahr 1933, die Zwangsauflösung des Katholischen Arbeitervereins und zahlreiche Angriffe auf die katholische Kirche St. Michael in Sossenheim. Nach 1933 konnten sich die Mitglieder der KAB nur noch privat treffen.
Kinkel bewarb sie sich im August 1940 beim Schulamt Frankfurt als Mittelschullehrerin vergeblich für den Schuldienst. 1940 wurde sie zum Dienst als unbezahlte Dolmetscherin und Sozialfürsorgerin für je 30 französische Zwangsarbeiter vom Arbeitskommando 393 und 906 im Zwangsarbeiterlager im Volkshaus Sossenheim im örtlichen Kriegsgefangenenkommando STALAG IX B verpflichtet. In diesem Lager, das von einem Unteroffizier und 4 Soldaten bewacht wurde, wurden die Gefangenen unter menschenunwürdigen Bedingungen gefangen gehalten und waren der Folter des Lagerführers schutzlos ausgeliefert. Der Lagerarzt hat nie einen Zwangsarbeiter krankgeschrieben. Er wird für den Tod mehrerer französischer Zwangsarbeiter verantwortlich gemacht und hat falsche Totenscheine ausgestellt. Zeitzeugen berichten von Toten, die in der Jauchegrube ertränkt worden waren.
Sie betreute auch mindestens 30 weitere französische Zwangsarbeiter aus den Pyrenäen bei Sossenheimer Bauern. Zwischen 1940 und 1945 setzte sie sich für die Belange der Internierten ein und begab sich dabei selbst in Lebensgefahr, was aus Briefen ehemaliger französischer Zwangsarbeiter hervorgeht. Vom Lagerführer wurde sie bedroht und angezeigt und bei der GeStaPo Frankfurt wurde seit dem 19. Dezember 1941 eine Karteikarte und Akte mit Aktenzeichen 62.00 Per.K.1941 geführt.
Kinkel versorgte im Geheimen erkrankte Zwangsarbeiter und verteilte Lebensmittel, teils aus ihrer eigenen Lebensmittelzuteilung. Sie setzte sich bei Unterbringung, Arbeitsbedingungen und in Notlagen nach Folterungen für die Menschen ein und begleitete sie zur medizinischen Behandlung zu Ärzten und in Krankenhäuser. Auch unterstützte sie die Zwangsarbeiter als Sozialfürsorgerin bei ihren Beschwerden etwa bei der französischen Delegation der Deutschen Arbeitsfront (DAF) und Gesundheitskommission über die katastrophale Unterbringung und die mangelhafte Verpflegung durch den Lagerleiter.
Wegen ihres Engagements wurde sie mehrfach angezeigt: bei den nationalsozialistischen Dienststellen, der DAF und bei der Gestapo; zum Beispiel wegen des „Sympathisierens mit Ausländern und Aufhetzung zur Arbeitsverweigerung“. Nachdem ihr das Betreten des Lagers in der Siegener Straße verboten worden war, war sie den Zwangsarbeitern und Kriegsgefangenen weiterhin behilflich.
Nach dem Zweiten Weltkrieg wurde sie von den Nutznießern des Zwangsarbeitersystems angezeigt und sie wurde einer Beteiligung an den verübten Verbrechen beschuldigt. Durch beglaubigte Briefe und Aussagen von 20 ehemaligen französischen Kriegsgefangenen und Zwangsarbeitern konnte sie dies widerlegen.
Kinkel erteilte nach 1945 Nachhilfeunterricht in den Fächern Englisch, Französisch und Mathematik bis zur Oberprima. Angeregt vom Stadtteil-Historiker  Adalbert Vollert schrieb sie das über 100 Seiten starke Buch Das Leben in Sossenheim vor hundert Jahren, das 2010 herausgegeben wurde, aufgearbeitet von Günter Moos.
Juliane Kinkel starb 1986 in ihrem Haus Am Kunzengarten 20 in Sossenheim. Auf dem Sossenheimer Friedhof erhielt sie als Widerstandskämpferin ein denkmalgeschütztes Grab. Der Hessische Rundfunk berichtete über ihre Geschichte in einer Sendung der Journalisten Katharina Sperber am 17. November 1988.

## Publikationen
- Juliane Kinkel: Das Leben in Sossenheim vor hundert Jahren. Aufgearbeitet von Günter Moos, herausgegeben von Hansjörg Ziegler 2010. (DNB 1001630777)